# 不動産投資
不動産投資（ふどうさんとうし、英: real estate investing）とは、不動産を対象とした投資。具体的には投資した不動産を他者に貸して、賃料収入などを受け取るインカムゲインと、その投資した金額以上での売却によるキャピタルゲインを期待する行為である。
現物の不動産を直接売買する方法と、不動産投資信託（REIT）を通して間接的に投資する方法などがある。

## 概説
賃料からの収入をインカムゲイン、不動産売却時の利益をキャピタルゲインと呼び、不動産投資の収支は、インカムゲインとキャピタルゲインの合計で決まる。REITの場合は配当がインカムゲインとなる。

### 現物不動産投資
キャピタルゲインを構成する物として、以下のものがある。
- 購入時と売却時の差額の損益
- 不動産仲介手数料 - 売買時に不動産屋を利用した場合。売りと買いの2回で最大6.6%と132,000円（消費税込み）。
- 不動産取得税
- 不動産登記費 - 司法書士に依頼する場合はその費用
- 契約書の収入印紙代

インカムゲインの収入を構成する物として、以下のものがある。
- 賃料収入 - これを購入時の不動産価格で割った物を表面利回りと呼ぶ。
- 減価償却費により税額が減少する分 - 個人の場合は、不動産所得の損失は他の黒字所得と損益通算することができ[2]、減価償却費に所得税や住民税などの税率をかけた分の税額が減りインカムゲインとなる（累進課税なので厳密には計算はもう少しややこしい）。

インカムゲインの支出を構成する物として、以下のものがある。
- 固定資産税・都市計画税
- 修繕費・管理費
- 保険代
- 不動産仲介手数料・賃貸管理手数料 - 貸し出す際に不動産屋を利用した場合
- サブリース手数料 - 不動産会社とサブリース契約をした場合
- 借金をして不動産投資をした場合はその利息

これらから利回りが求まる。日本の不動産投資は東証REIT指数の投資信託などが少額から簡単に購入できるので、現物不動産投資の利回りの比較対象となる。現物不動産投資の実際の利回りが東証REIT指数の利回りを上回る場合は、プロの平均を上回っているか、もしくは、何らかの特殊な事情がある場合などである。

#### コスト
近年、不動産投資の収支構造を理解せずにアパート投資を行う者が増えており、警鐘がならされている。
- 購入時と売却時に物件価格に対して合計約11％のコスト（仲介手数料、登記費用）がかかるため、買値より11％以上高く売れないとキャピタルロスが出る。仲介手数料の法定限度額は200万円以下は5.5%（消費税込み）で、買いと売りの2回手数料がかかるので合計11%。400万円以上の場合は3.3%＋66,000円（消費税込み）で、往復6.6%＋132,000円。[4]
- 不動投資の最中には、賃料に対しては最高で55％の税金、修繕費、管理費、固定資産税等がかかるため、税引後キャッシュフローを黒字にするためには、表面利回りが高い物件を低金利で購入する必要である。

### 不動産小口化商品
マンションの部屋単位の区分所有などよりも更に小口にしたものが不動産小口化商品である。REITとは異なり、特定の現物不動産に対して投資を行うので、投資商品としては、REITよりも現物不動産投資に近い物である。そのため、この投資商品の利回りが東証REIT指数を超えるのであるならば、プロの平均を上回っているか、もしくは、何らかの特殊な事情がある場合などである。

## リスク
- 不動産は、エリアの人口減少や建物の劣化により、賃料の下落や空室などにより予定していた収入が見込めないリスク
- 不動産市場の環境により、買値よりも売却額が下回り、キャピタルロスが出るリスク
- 地震などによって建物が倒壊してしまうリスク
- マンションなどの区分所有や不動産小口化商品の場合、建物全体の管理でトラブルが発生した場合はその影響を受ける

### 不動産投資ブームへの懸念
2017年5月「今のプチバブルがはじければ、アパート建設に投資をしたオーナーの人生設計が狂う」（不動産アナリスト）との意見を東京新聞が掲載した。
「銀行と不動産業者が組み、無理な融資をしている」と全国住宅ローン救済・任意売却支援協会　佐々木延彦代表理事は指摘している。
城南信用金庫業務本部長は「ウチは投機的な不動産に貸していないが現場はすさまじい。バブル期以外でこんな状況は記憶にない」と指摘している。
不動産調査会社のタス（東京）は、アパートの空室率が東京、神奈川、千葉などで三割を大きく超えている。愛知県も三割近い。人口減もあって空室が増え続け、価格がさらに下がる可能性もあると指摘している。

### 業者トラブル
大家に対してアパート建設を持ちかけ、サブリースで賃料を保証する形で不動産投資を勧めたレオパレス21と投資家（大家）との間で訴訟が発生している。

## レバレッジ

### 現物不動産投資
他人資本（銀行融資）を用いて不動産を購入することで、自己資本以上の物件を購入し投資が可能になり、レバレッジをかけることができる。
近年、優良とは言えない不動産への銀行融資には警鐘が鳴らされている。2017年4月には、銀行による不動産融資がバブル期を超え「超低金利政策のゆがみ拡大」と報道された。
不動産価格分以外の部分だけの自己資本を用意する場合をフルローンといい、自己資本が完全にない場合をオーバーローンと呼ぶ。オーバーローンはレバレッジ無限大である。高レバレッジでは、不動産が値下がりしたり、空室率が上がったりすれば、すぐに債務超過になり、借金を返せなければ破産となる。レバレッジが高くなるほど、破産確率が高くなるので、貸出金利が高くなる。

### REIT
REITの場合は信用取引でレバレッジをかけることができる。信用取引はレバレッジ3.3倍が上限であり、借り入れに対して金利を払う必要がある。